# Women’s Premier Ice Hockey League 2013/14
Die Saison 2013/14 war die 32. Austragung der höchsten englischen Fraueneishockeyliga, der Women’s Premier Ice Hockey League. Die Ligadurchführung erfolgte durch die English Ice Hockey Association, den englischen Verband unter dem Dach des britischen Eishockeyverbandes Ice Hockey UK. Der Sieger erhielt die Bill Britton Memorial Trophy.

## Modus
Zunächst spielen alle Mannschaften eine einfache Runde mit Hin- und Rückspiel. Die vier Besten erreichten das Halbfinale. Der Letzte musste in die Relegation gegen den Besten der 1. Division. In der Finalrunde wird jeweils nur ein Spiel zwischen den Kontrahenten ausgetragen.
Der Letzte des Vorjahres ist in die National Ice Hockey League - Division I abgestiegen. Einen Aufsteiger gab es aber nicht. Daher spielen in dieser Saison nur acht Mannschaften um den Titel.

## Hauptrunde
| Platz | Mannschaft            | Spiele | S  | U | N  | Tore   | Punkte |
| ----- | --------------------- | ------ | -- | - | -- | ------ | ------ |
| 1.    | Bracknell Queen Bees  | 14     | 12 | 1 | 1  | 79:019 | 25     |
| 2.    | Kingston Diamonds     | 14     | 11 | 0 | 3  | 80:022 | 22     |
| 3.    | Slough Phantoms       | 14     | 10 | 0 | 4  | 72:038 | 20     |
| 4.    | Guildford Lightning   | 14     | 9  | 1 | 4  | 51:026 | 19     |
| 5.    | Solihull Vixens       | 14     | 5  | 2 | 7  | 38:057 | 12     |
| 6.    | Sheffield Shadows     | 14     | 4  | 0 | 10 | 39:053 | 8      |
| 7.    | Streatham Storm       | 14     | 2  | 2 | 10 | 25:067 | 6      |
| 8.    | Milton Keynes Falcons | 14     | 0  | 0 | 14 | 07:109 | 0      |

## Final Four
Die Spiele des Halbfinales, um den 3. Platz und das Finale, finden an einem Trophy Weekend genannten Wochenende  statt.

### Halbfinale
| 2014 | Bracknell Queen Bees | 4:3 | Guildford Lightning |  |

| 2014 | Kingston Diamonds | 6:0 | Slough Phantoms |  |

### Spiel um den 3. Platz
| 2014 | Guildford Lightning | 2:1 | Slough Phantoms |  |

### Finale
| 2014 | Bracknell Queen Bees | 1:2 n. P. | Kingston Diamonds |  |

## Division 1
Die Women’s National Ice Hockey League ist nach der Premier League die zweite Stufe der englischen Fraueneishockeyliga. In ihr ist die Division 1 die höchste Klasse. Sie ist in eine Nord- und eine Südgruppe gegliedert.
| North | North                  | North  | North | North  | North    | North  | North  |
| ----- | ---------------------- | ------ | ----- | ------ | -------- | ------ | ------ |
| Platz | Mannschaft             | Spiele | Siege | Unent. | Niederl. | Tore   | Punkte |
| 1.    | Whitley Bay Squaws (M) | 15     | 15    | 0      | 0        | 125:11 | 30     |
| 2.    | Coventry Phoenix       | 16     | 12    | 0      | 4        | 88:52  | 24     |
| 3.    | Sheffield Shadows „B“  | 16     | 9     | 1      | 6        | 76:60  | 19     |
| 4.    | Kingston Diamonds „B“  | 16     | 4     | 5      | 6        | 54:72  | 13     |
| 5.    | Billingham Lady Stars  | 16     | 6     | 0      | 9        | 67:85  | 12     |
| 6.    | Telford Wrekin Raiders | 16     | 5     | 1      | 10       | 81:103 | 11     |
| 7.    | Manchester             | 16     | 4     | 2      | 9        | 48:68  | 10     |
| 8     | Nottingham Vipers      | 16     | 4     | 2      | 10       | 39:84  | 10     |
| 9.    | Blackburn Thunder      | 16     | 5     | 1      | 9        | 34:77  | 9 2    |

| South | South                      | South  | South | South  | South    | South  | South  |
| ----- | -------------------------- | ------ | ----- | ------ | -------- | ------ | ------ |
| Platz | Mannschaft                 | Spiele | Siege | Unent. | Niederl. | Tore   | Punkte |
| 1.    | Swindon Topcats            | 16     | 16    | 0      | 0        | 175:19 | 32     |
| 2.    | Cardiff Comets Oxford      | 16     | 13    | 0      | 3        | 99:33  | 26     |
| 3.    | Chelmsford Cobras          | 16     | 10    | 2      | 4        | 96:55  | 22     |
| 4.    | Invicta Dynamics           | 16     | 10    | 0      | 6        | 81:42  | 20     |
| 5.    | Bracknell Queen Bees „B“   | 16     | 8     | 2      | 6        | 58:51  | 18     |
| 6.    | Peterborough Penguins      | 16     | 4     | 2      | 10       | 51:123 | 10     |
| 6.    | Basingstoke Bison Ladies   | 16     | 4     | 0      | 12       | 63:113 | 8      |
| 6.    | Oxford City Midnight Stars | 16     | 3     | 1      | 12       | 41:107 | 7      |
| 7.    | Solent & Gosport           | 16     | 0     | 1      | 15       | 16:137 | 1      |

Final Four
Im Finalturnier, dem EIHA Trophy Weekend, wird zwischen den jeweils beiden Besten der beiden Gruppen über Kreuz um den Sieg in der Division 1 und um das Recht des Relegationsspiel gegen den Letzten der WPIHL gespielt.
|  | Whitley Bay Squaws (M) | 12:0 | Cardiff Comets Oxford |  |

|  | Swindon Topcats | 1:0 | Coventry Phoenix |  |

|  | Cardiff Comets Oxford | 1:3 | Coventry Phoenix |  |

|  | Whitley Bay Squaws (M) | 3:4 n. V. | Swindon Topcats (A) |  |

Mit dem Sieg nach Verlängerung holten sich die Swindon Topcats, die aus der WPIHL abgestiegen waren, den Meistertitel der Division One und entthronten damit den Meister.